# 組織票
組織票（そしきひょう、英語: organizational vote）とは、投票の際に各種団体などの組織がもととなって特定の候補や政党に投票する票のこと。

## 政治分野での組織票
組織票とは利益団体などが特定の候補者の推薦を行っている場合に、その団体の所属メンバーが当該候補者に対して組織的に投票する行為である。
「組織」とは例えば、組織の規模が大きい専門職の公務員（自衛隊、警察など）、業界団体、労働組合、利益団体、宗教団体、人種・民族（多民族国家の場合）などがこれにあたる。彼らの指示を受けて出馬した候補・議員は組織内候補・組織内議員と呼ばれる。組織票はその組織の団結が固いので得票数も安定しており棄権も少ない。「低投票率なら組織力の強い政党や候補が有利」という選挙予想はマスコミなどでよくみられるところである。大規模な組織では候補者（いわゆる族議員）を出し支援する例も見られる。
コーポラティズムの形態の一つとも取れるが、汚職を招く縁故資本主義と批判されることもある。
なお、選挙の分析では便宜的に組織票と浮動票に分けて分析されることがある。ただし、厳密には浮動票の対義語は固定票であり、（組織的かを問わず）いついかなる場合でも特定の候補者に対して入れられる票を固定票、情勢いかんにより投票する候補者（あるいは政党）が変動する票を浮動票という。

## 政治以外の分野での組織票
政治以外の分野でも組織票が話題となる場合がある。
- プロ野球オールスター戦（球宴）などのファン投票では、特定のチームのファン・オーナー企業関係者などが選手の実力と無関係に特定の選手および所属チームを上位で選出させる目的の投票を行う場合に組織票という表現が用いられる。
  - 1978年の球宴では、日本ハムファイターズがファン組織に自軍選手への投票を呼びかけた結果、パシフィック・リーグ（パ・リーグ）代表のファン投票選出選手9人のうち福本豊（阪急ブレーブス）を除く8人を日本ハムの選手が占めるという事態になり問題となった。結局、実績の劣る2名を辞退させることで決着した。
  - 2003年の球宴ではFA権を行使してヤクルトスワローズから移籍し高額契約を締結しながら故障により3年間一軍登板なしに終わっていた中日ドラゴンズ・川崎憲次郎投手をセントラル・リーグ（セ・リーグ）の先発投手部門でファン投票1位にするため、インターネット上（2ちゃんねる）で大規模な組織票が呼びかけられた。結果、川崎は最終的にファン投票1位で選出されたがこれを辞退し、球宴には出場しなかった。
- 音楽界ではオリコンや歌番組、有線ラジオ放送などで特定のアーティストの曲のランキング順位を上げるために、ファンが組織的にリクエストを行ったり、レコード・CDを購入する手法が見受けられる。レコード会社や芸能事務所側も、そのための費用を負担したり、握手券などを付けることにより付加価値や購買意欲を高めるという事例もある。他には2005年におけるインターネット掲示板発のアニメファンの手弁当的な「ハッピー☆マテリアルをオリコンランキングで1位にしよう」運動が挙げられる。詳しくは「ハッピー☆マテリアル#エピソード」参照。